# Anthurium cucullispathum
Anthurium cucullispathum är en kallaväxtart som beskrevs av Thomas Bernard Croat. Anthurium cucullispathum ingår i släktet Anthurium och familjen kallaväxter. Inga underarter finns listade.